# Kanton Bray-sur-Seine
Der Kanton Bray-sur-Seine war bis 2015 ein französischer Wahlkreis im Arrondissement Provins im Département Seine-et-Marne und in der Region Île-de-France; sein Hauptort war Bray-sur-Seine. Vertreter im Generalrat des Départements war zuletzt von 1988 bis 2015, wiedergewählt zuletzt 2008, Dominique Satiat (UMP).  

## Gemeinden
| Gemeinde               | Einwohner Jahr | Fläche km² | Bevölkerungsdichte | Postleitzahl | Code INSEE |
| ---------------------- | -------------- | ---------- | ------------------ | ------------ | ---------- |
| Baby                   | 99 (2013)      | –          | – Einw./km²        | 77480        | 77015      |
| Balloy                 | 328 (2013)     | –          | – Einw./km²        | 77118        | 77019      |
| Bazoches-lès-Bray      | 841 (2013)     | –          | – Einw./km²        | 77118        | 77025      |
| Bray-sur-Seine         | 2294 (2013)    | –          | – Einw./km²        | 77480        | 77051      |
| Chalmaison             | 754 (2013)     | –          | – Einw./km²        | 77650        | 77076      |
| Everly                 | 605 (2013)     | –          | – Einw./km²        | 77157        | 77174      |
| Fontaine-Fourches      | 596 (2013)     | –          | – Einw./km²        | 77480        | 77187      |
| Gouaix                 | 1453 (2013)    | –          | – Einw./km²        | 77114        | 77208      |
| Gravon                 | 149 (2013)     | –          | – Einw./km²        | 77118        | 77212      |
| Grisy-sur-Seine        | 105 (2013)     | –          | – Einw./km²        | 77480        | 77218      |
| Hermé                  | 646 (2013)     | –          | – Einw./km²        | 77114        | 77227      |
| Jaulnes                | 372 (2013)     | –          | – Einw./km²        | 77480        | 77236      |
| Montigny-le-Guesdier   | 299 (2013)     | –          | – Einw./km²        | 77480        | 77310      |
| Mousseaux-lès-Bray     | 738 (2013)     | –          | – Einw./km²        | 77480        | 77321      |
| Mouy-sur-Seine         | 363 (2013)     | –          | – Einw./km²        | 77480        | 77325      |
| Noyen-sur-Seine        | 355 (2013)     | –          | – Einw./km²        | 77114        | 77341      |
| Les Ormes-sur-Voulzie  | 856 (2013)     | –          | – Einw./km²        | 77134        | 77347      |
| Passy-sur-Seine        | 52 (2013)      | –          | – Einw./km²        | 77480        | 77356      |
| Saint-Sauveur-lès-Bray | 350 (2013)     | –          | – Einw./km²        | 77480        | 77434      |
| La Tombe               | 221 (2013)     | –          | – Einw./km²        | 77130        | 77467      |
| Villenauxe-la-Petite   | 503 (2013)     | –          | – Einw./km²        | 77480        | 77507      |
| Villiers-sur-Seine     | 301 (2013)     | –          | – Einw./km²        | 77114        | 77522      |
| Villuis                | 268 (2013)     | –          | – Einw./km²        | 77480        | 77523      |

## Bevölkerungsentwicklung
| 1968 | 1975 | 1982 | 1990   | 1999   | 2006   |
| ---- | ---- | ---- | ------ | ------ | ------ |
| 8739 | 8666 | 9279 | 10.400 | 11.520 | 11.781 |